# Libéma
Libéma is een Nederlandse exploitant van beurs- en evenementenaccommodaties, vakantieparken en attractieparken. De handelsnaam Libéma is de afkorting van Lips Beheermaatschappij. Libéma is een van de grootste leisure-concerns van Nederland en ontvangt jaarlijks ruim vijf miljoen bezoekers.
Libéma begon met de exploitatie onder leiding van directeur Dirk Lips in 1982 met Autotron in Drunen, dat in 1987 verhuisde naar Rosmalen.
Libéma heeft 1000 mensen in dienst en maakt daarnaast veel gebruik van tijdelijke arbeidskrachten. Het bedrijf bestaat uit drie divisies: Attractieparken, Vakantieparken en Beurzen & Evenementen. Libéma richt zich niet alleen op particulieren, maar ook op de zakelijke markt.
Directeur en grootaandeelhouder van Libéma is Dirk Lips, zoon van Max Lips die directeur en oprichter was van Lips Scheepsschroeven. Het bedrijf is gevestigd te Rosmalen. In 2012 behaalde Libéma een omzet van 70 miljoen euro. De winst bedroeg in datzelfde jaar 5 miljoen euro.

## Onderdelen van Libéma

### Beurzen- en evenementenaccommodaties
- Autotron Rosmalen
- Brabanthallen 's-Hertogenbosch
- Event Center Beekse Bergen, Hilvarenbeek
- 1931 Congrescentrum Brabanthallen, 's-Hertogenbosch
- IJsselhallen, Zwolle
- Zeelandhallen Goes
- Expo Haarlemmermeer, Vijfhuizen
- Omnisport Apeldoorn
- Main Stage, 's-Hertogenbosch

### Dagattracties
- AquaZoo Leeuwarden - dierentuin
- Luchtvaartmuseum Aviodrome
- Safaripark Beekse Bergen, Hilvarenbeek - dierentuin
- Speelland Beekse Bergen, Hilvarenbeek
- Eindhoven Zoo, Mierlo - dierentuin
- Klimrijk Brabant, Veldhoven
- ZooParc Overloon, Overloon - dierentuin

### Vakantieparken
- Groepsaccommodatie De Buitenjan, Veldhoven
- Safari Resort Beekse Bergen, Hilvarenbeek
- Vakantiepark Beekse Bergen, Hilvarenbeek
- Vakantiepark Dierenbos, Vinkel

### Groepsaccommodaties
- De Buitenjan, Veldhoven

### Organisatiebureaus
- 2XPO
- Libéma Events
- Libéma Profcycling
- Libéma Entertainment

### Overige attracties
- DaVinci Cinema, Goes

### Voormalige dagattracties
- Autotron, Rosmalen. Dit automuseum is gesloten en de locatie wordt gebruikt voor beurzen en evenementen. Hier zetelt tevens het hoofdkantoor van Libéma.
- Cape Holland, Den Helder. Verkocht in 2007 en hernoemd in Ballorig Den Helder
- Speelparadijs De Bergen te Wanroij, verkocht aan 'Eldorado Parken'.
- Ecodrome, Zwolle. Gesloten op 1 april 2012 na stopzetten van de subsidiëring door de gemeente Zwolle.
- Nederlands Stripmuseum, Groningen. Werd van 2004 tot 2014 op contractbasis geëxploiteerd door Libéma. Het wordt sinds 2014 op andere wijze voortgezet.
- Sportiom, ‘s-Hertogenbosch. Na aflopen van contract in januari 2019 werden de activiteiten overgenomen door Sportfondsen